# Kastanien-Eiche

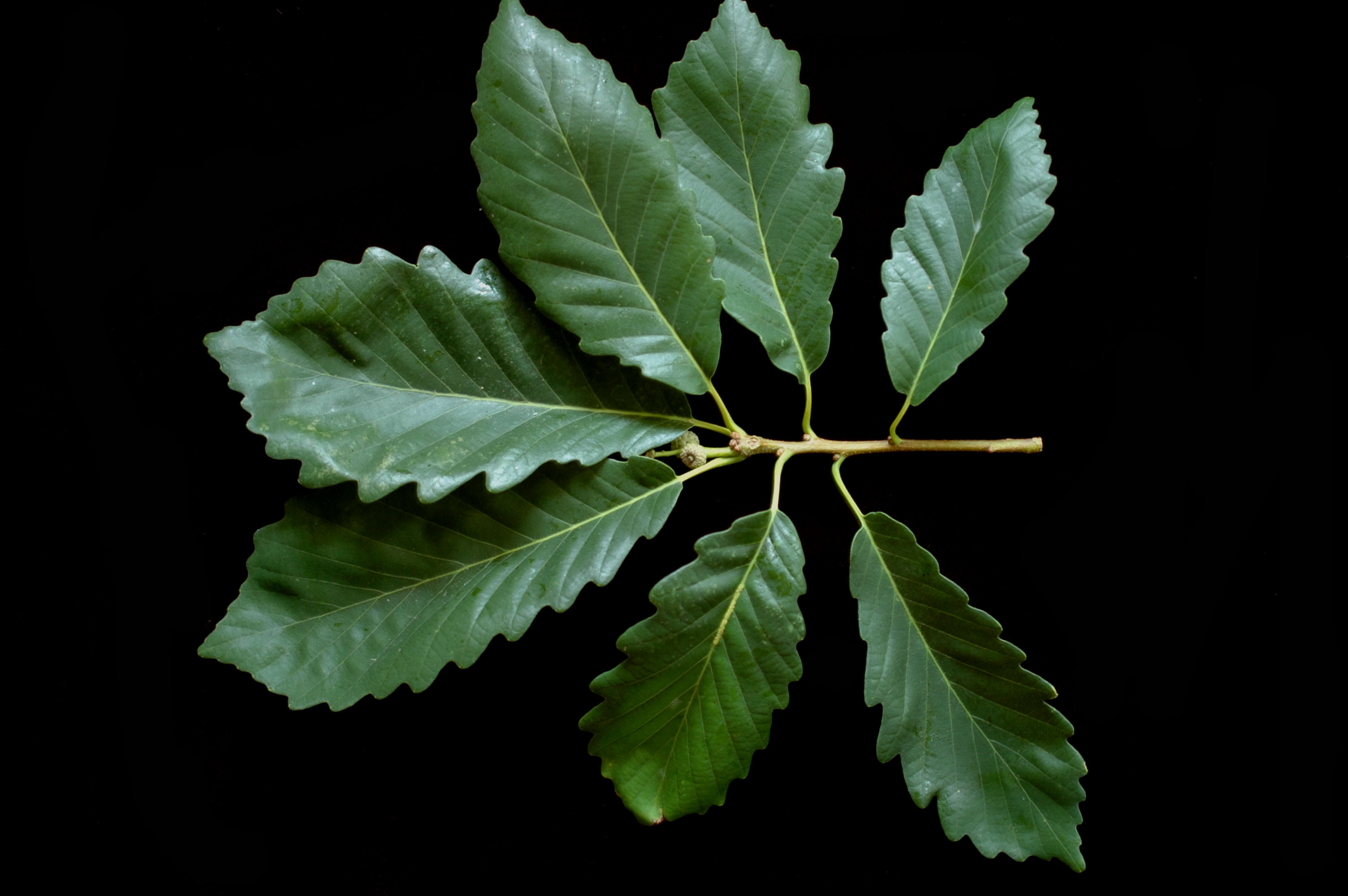
Blätter

Die Kastanien-Eiche (Quercus montana) ist ein großer Baum aus der Gattung der Eichen in der Familie der Buchengewächse. Das Verbreitungsgebiet liegt in Nordamerika.

## Beschreibung
Die laubabwerfende Kastanien-Eiche ist ein 20 bis 30 Meter hoher Baum mit rundlicher, geschlossener Krone. Der Stammdurchmesser erreicht über 1,2 Meter, selten bis 1,8 Meter. Die Borke ist braun-graue bis gräuliche, tief gefurcht mit breiten, fein quer zerrissenen Wülsten. Junge Triebe sind behaart. 
Die wechselständigen und kurz gestielten Laubblätter sind 12 bis 20 Zentimeter lang und 6 bis 10 Zentimeter breit. Sie sind verkehrt-eiförmig bis elliptisch, rundspitzig oder stumpf mit spitzer bis abgerundeter Basis. Die Spreite ist regelmäßig grob buchtig bis gekerbt mit 10 bis 14 meist stumpfen Lappen auf jeder Seite. Die fast kahle Blattoberseite ist dunkelgrün und glänzend, die Unterseite ist heller und schwach behaart. Der Blattstiel ist 1,5 bis 3,5 Zentimeter lang.
Die hellbraunen Früchte sind 3 bis 3,5 Zentimeter lang, eiförmig, sitzend bis kurz gestielt und zu einem Drittel bis zur Hälfte von einem warzigen Fruchtbecher umgeben. Die Eicheln wachsen einzeln oder zu zweien. 
Die Chromosomenzahl beträgt 2n = 24.

## Verbreitung und Ökologie

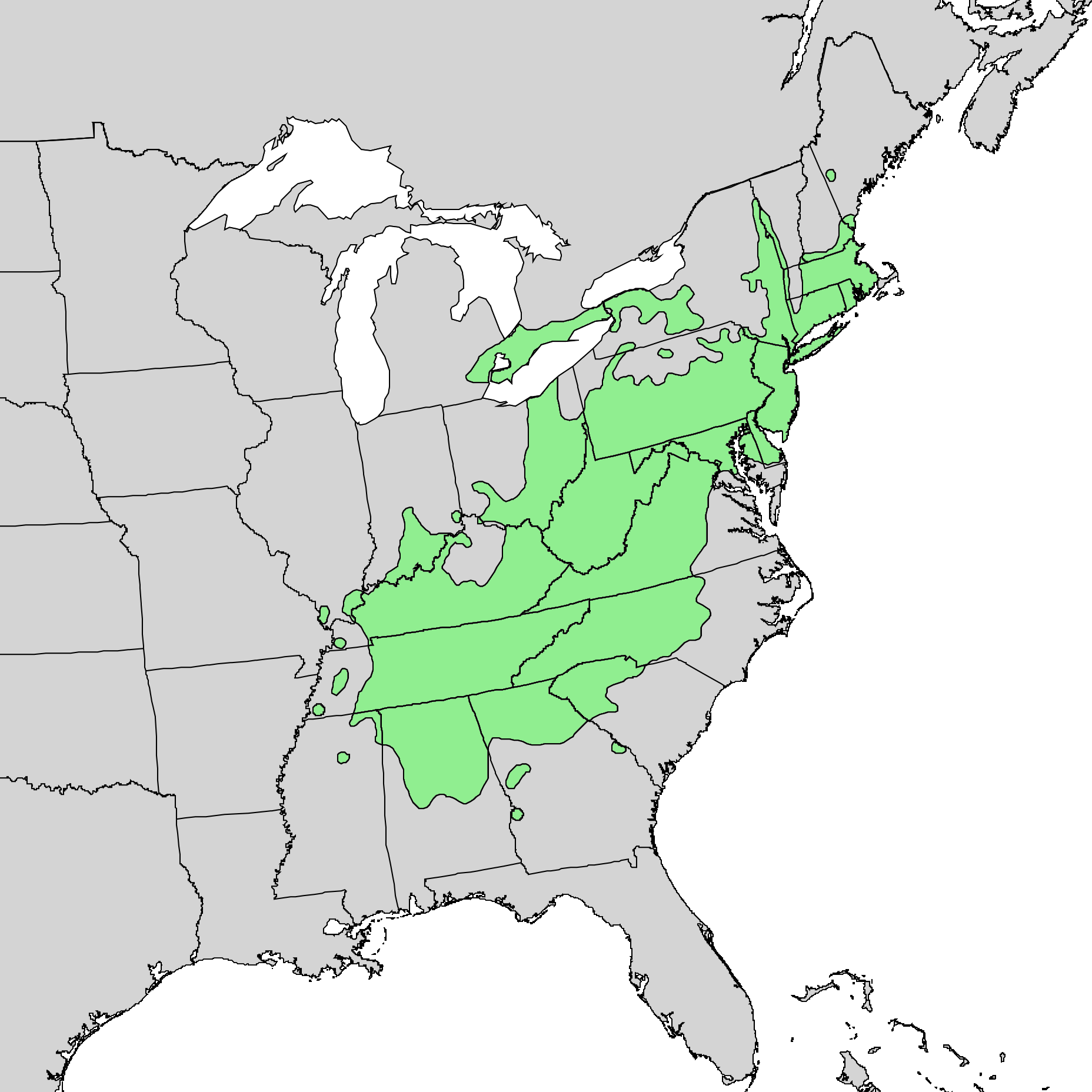
Verbreitungskarte der Kastanien-Eiche in Nordamerika

Das Verbreitungsgebiet liegt im Osten und in der Mitte der USA. Die Art wächst in 0 bis 1400 Metern Höhe in artenarmen Wäldern auf mäßig trockenen bis frischen, sauren bis neutralen Böden an sonnigen bis lichtschattigen Standorten. Sie ist wärmeliebend und frosthart.

## Systematik und Forschungsgeschichte
Die Kastanien-Eiche (Quercus montana) ist eine Art aus der Gattung der Eichen (Quercus) in der Familie der Buchengewächse (Fagaceae). Die Erstbeschreibung erfolgte 1805 durch Carl Ludwig Willdenow. Ein Synonym der Art ist Quercus prinus L. (nomen ambiguum).

## Verwendung
Die Kastanien-Eiche wird sehr selten wegen ihres Holzes wirtschaftlich genutzt.